# Municipio de Beaver (condado de Decatur)
El municipio de Beaver (en inglés, Beaver Township) es un municipio del condado de Decatur, Kansas, Estados Unidos. Tiene una población estimada, a mediados de 2022, de 68 habitantes.
Abarca una zona exclusivamente rural.

## Geografía
Está ubicado en las coordenadas 39°57′1″N 100°33′51″O / 39.95028, -100.56417. Según la Oficina del Censo de los Estados Unidos, tiene una superficie total de 92.55 km², de la cual 92.45 km² corresponden a tierra firme y 0.10 km² están cubiertos de agua.

## Demografía
Según el censo de 2020, en ese momento había 69 personas residiendo en la zona. La densidad de población era de 0.7 hab./km². El 95.65 % de los habitantes eran blancos, el 1.45 % era asiático y el 2.90 % eran de una mezcla de razas. Del total de la población el 2.90 % eran hispanos o latinos de cualquier raza.